# Flexsecurity
Flexisecurity – w kontekście rynku pracy jest to system łączący bezpieczeństwo pracy z elastycznością zatrudnienia co ma służyć mobilności pracowników i zwiększenia ich zatrudnienia jak też zwiększeniu dostępu do edukacji i podnoszenia kwalifikacji. W praktyce pojęcie to oznacza zwiększenie możliwości zwolnienia pracownika jak i  zwiększenie możliwości uzyskania nowej pracy. W czasie pozostawania bez pracy system flexsecurity zapewnia byłemu pracownikowi pełne bezpieczeństwo socjalne jak i  dochody na podobnym poziomie jak w okresie zatrudnienia. System ten jest wspierany przez kraje UE. Stosowany jest m.in. w Danii i Holandii.